# Oxidifluoruro de xenón
El oxidifluoruro de xenón es un compuesto inorgánico cuya fórmula molecular es XeOF2. El primer aislamiento efectivo de este compuesto se hizo público el 3 de marzo de 2007, y se consiguió a través de la conocida hidrólisis parcial del tetrafluoruro de xenón.
XeF
4 + H
2O  →  XeOF
2 + 2 HF
Este compuesto tiene una geometría en forma de T y no forma polímeros, aunque sí forma un aducto con el acetonitrilo y con el fluoruro de hidrógeno.
Aunque es estable a bajas temperaturas, se descompone muy rápido al calentarse, bien perdiendo el átomo de oxígeno o bien dismutándose en difluoruro de xenón y dioxidifluoruro de xenón:
2 XeOF
2  →  2 XeF
2 + O
2
2 XeOF
2  →  XeF
2 + XeO
2F
2